# Michèle Coninsx
Michèle barones Coninsx (Tongeren) is een Belgische juriste en van november 2017 tot december 2023 Executive Director van het Uitvoerend Directoraat van het Antiterrorismecomité van de Verenigde Naties. Van 2001 tot 2017 was ze verbonden aan het Europese coördinatie-orgaan voor justitie Eurojust. In augustus 2017 werd ze benoemd tot Executive Director van het Uitvoerend Directoraat van het Antiterrorismecomité van de Verenigde Naties.

## Biografie
Michèle Coninsx, afkomstig uit Limburg, wilde aanvankelijk operazangeres worden, maar ging rechten studeren en haalde een master in zowel de rechten als de criminologie aan de VUB.
Nadien behaalde zij nog meer academische kwalificaties, onder meer in Air Law and Aviation Security (UK – USA), Fellow of Law and Criminology aan de Vrije Universiteit Brussel (2014-2017), en gastdocent aan de School of Law van de Queen Mary University te Londen (2015-2018).
Sedert 8 juli 2013 mag Michèle Coninsx de titel van barones voeren.
Op 3 november 2023 werd ze gehuldigd als Markante Tongenaar.

## Carrière
Michèle Coninsx begon haar loopbaan in het parket van Dendermonde. Van 1997 tot 2001 was zij procureur te Brussel, belast met de bestrijding van georganiseerde misdaad en terrorisme. Ze bestreed de Groupe Islamique Armé, was betrokken bij de Zaak-Pándy en de berechting van het ALF.

### Eurojust
Op vraag van toenmalig justitieminister Marc Verwilghen trad zij in 2001 toe tot Eurojust, als openbaar aanklager voor België. 
Tijdens het Belgische Voorzitterschap van de Raad van de Europese Unie creëerde zij, als tijdelijk voorzitter, de teamstructuur van Eurojust. Vanaf 2004 stond zij aan het hoofd van het Counter-Terrorism Team.
Sedert 1 mei 2012 is zij voorzitter van Eurojust, een functie waarin ze werd herverkozen in mei 2015.

### Verenigde Naties
Op 11 augustus 2017 werd ze bij de Verenigde Naties door de secretaris-generaal António Guterres benoemd tot Executive Director van het Counter-Terrorism Executive Directorate (CTED). Haar mandaat ging in bij de eerstvolgende bijeenkomst van de Veiligheidsraad. Het CTED komt voort uit het antiterrorismecomité van de VN dat werd opgericht met resolutie 1373 (2001). Met resolutie 1535 (2004) werd voor dit comité een Uitvoerend Directoraat opgericht, het CTED. Dit orgaan dat wereldwijd moet strijden tegen terrorisme werd nog bevestigd met onder meer de resoluties 1805 (2008) en 2129 (2013). Haar opdracht was om de VN-lidstaten nauwer te laten samenwerken tegen terreur, naast controle op antiterreurmaatregelen. Op 2 december 2022 trad zij af en werd Natalia Gherman haar opvolgster.

### Procureur verkeersveiligheid
Het College van het Openbaar Ministerie besliste eind februari 2023 haar aan te stellen als waarnemend procureur voor de verkeersveiligheid.